# 파이트 클럽 (소설)

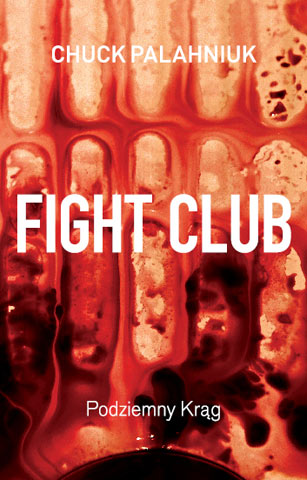

파이트 클럽(Fight Club)은 1996년에 발표 된 척 팔라닉(Chuck Palahniuk)의 장편 소설이다. 1999년 동명의 이름으로 영화화가 되었다.

## 같이 보기
- 해리성 정체성 장애